# گینوزا، اوکیناوا
گینوزا، اوکیناوا (به لاتین: Ginoza, Okinawa) یک منطقهٔ مسکونی در ژاپن است که در Kunigami District واقع شده‌است. گینوزا ۳۱٫۲۸ کیلومترمربع مساحت و ۵٬۵۴۴ نفر جمعیت دارد.